# Trystan Pütter

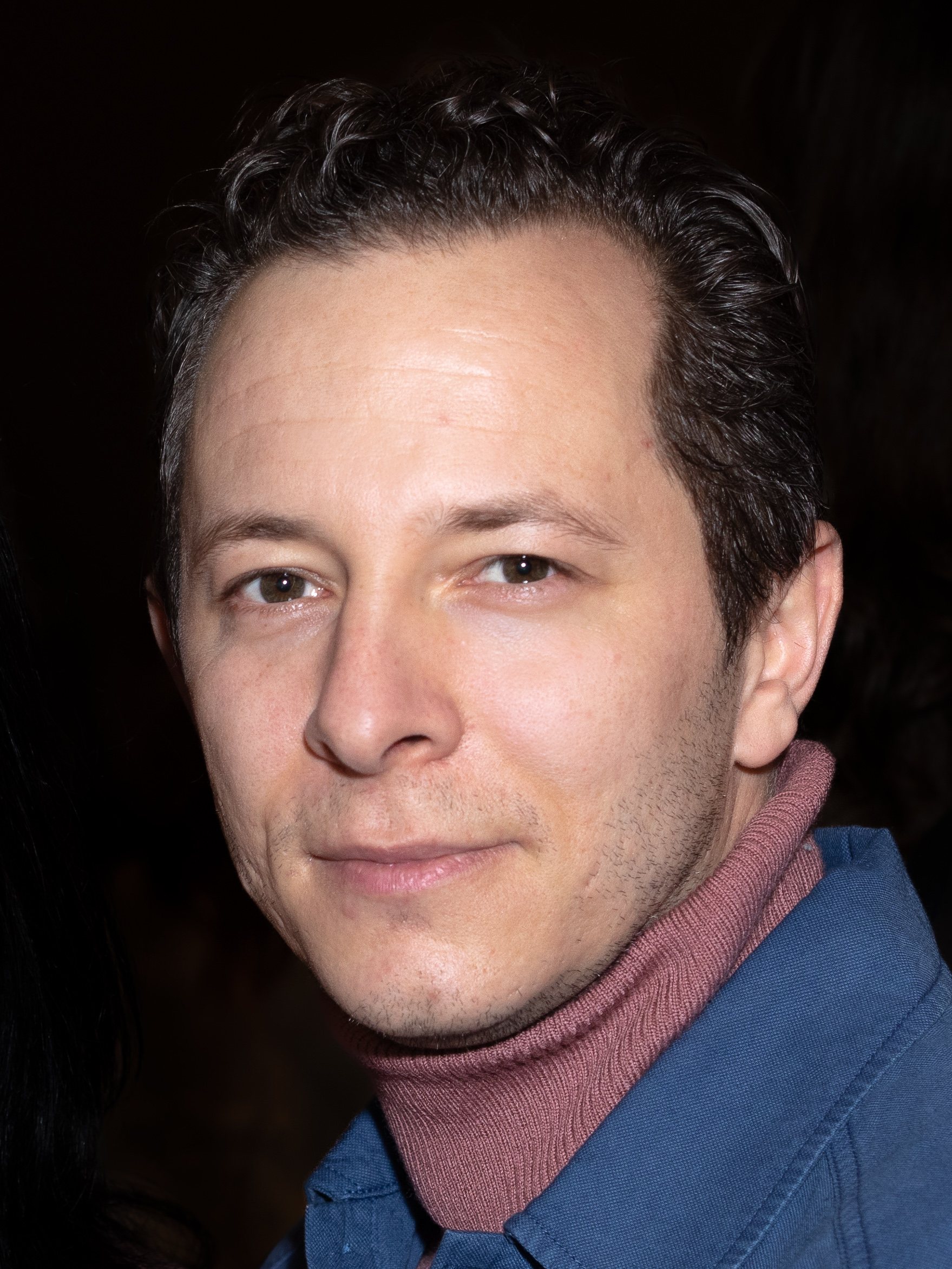
Trystan Pütter, 2020

Trystan Wyn Pütter (* 11. Dezember 1980 in Frankfurt am Main) ist ein deutscher Theater-, Film- und Fernsehschauspieler. Er wurde 2013 als Bertok im Fernsehdreiteiler Unsere Mütter, unsere Väter bekannt.

## Leben
Pütter wurde 1980 in Frankfurt geboren; er hat einen jüngeren Bruder. Nach dem Abitur in Dietzenbach absolvierte er von 2001 bis 2004 den Magister-Studiengang der darstellenden Kunst am Max Reinhardt Seminar in Wien. Er war dort in der Inszenierung Liebe mich irgendwie, nein lieber doch nicht! von René Pollesch zu sehen. 2005 wurde er am Theater am Goetheplatz in Bremen engagiert. 2007 ging er nach Berlin und trat ein Engagement an der Berliner Volksbühne am Rosa-Luxemburg-Platz an. Er arbeitete dort unter anderem mit Frank Castorf, Dimiter Gotscheff und René Pollesch zusammen. 
Er drehte diverse Kino- und Fernsehfilme, darunter Hilde, Passion und Fünf Jahre Leben und spielte in Serien wie Ein starkes Team und  Der Kriminalist mit. 2013 erhielt er die Rolle des Bertok im Dreiteiler Unsere Mütter, unsere Väter. Im selben Jahr führte er erstmals Regie; zusammen mit Volker Bruch drehte er das Video zu Money and Women von Wyn Davies. Im April 2021 beteiligte er sich zusammen mit rund 50 weiteren Schauspielern an der Initiative #allesdichtmachen, zog seinen Beitrag aber nach der öffentlichen Kritik zurück.
Trystan Pütter ist mit Heike Makatsch liiert und hat mit ihr eine 2015 geborene Tochter.

## Filmografie (Auswahl)

### Kino
- 2006: Montag kommen die Fenster
- 2009: Hilde
- 2011: Auf der Suche
- 2011: Hotel Desire
- 2011: Almanya – Willkommen in Deutschland
- 2012: Passion
- 2013: 5 Jahre Leben
- 2013: Hannas Reise
- 2014: Phoenix
- 2016: Toni Erdmann
- 2018: Transit
- 2019: TKKG
- 2019: Freies Land
- 2020: Into the Beat
- 2021: Hinterland
- 2022: JGA: Jasmin. Gina. Anna.
- 2023: Das fliegende Klassenzimmer
- 2024: Sabbatical
- 2025: Feste & Freunde

### Fernsehen
- 2008: Einer bleibt sitzen
- 2009: Ein Dorf schweigt
- 2009: Ein starkes Team
- 2010: Der Alte – Folge 352: Rettungslos
- 2011: Herztöne
- 2012: Der Kriminalist
- 2013: Unsere Mütter, unsere Väter
- 2013: Letzte Spur Berlin
- 2015: Herbe Mischung
- 2015: Das goldene Ufer
- 2015: Mordkommission Berlin 1
- 2015: Kommissarin Heller – Querschläger
- 2016: Ku’damm 56
- 2016: Tatort: Taxi nach Leipzig
- 2017: Tatort: Dein Name sei Harbinger
- 2018: Ku’damm 59
- 2018: Parfum
- 2018: Hanne
- 2018: Kühn hat zu tun
- 2019–2022: Babylon Berlin (Fernsehserie, 24 Folgen)
- 2020: Bad Banks (Fernsehserie, 4 Folgen)
- 2021: Ku’damm 63
- 2022: Das Boot (Fernsehserie, 7 Folgen)
- 2022: Herzogpark (Miniserie, 2 Folgen)
- 2022: Checkout
- 2022: Ramstein – Das durchstoßene Herz
- 2023: Die Therapie (Miniserie, 6 Folgen)
- 2023: German Genius (Fernsehserie)

### Sonstige
- 2017: Antimarteria

## Hörspiele
- 2006: Friedrich Christian Delius: Die Minute mit Paul McCartney – Regie: Christiane Ohaus (Hörspiel – RB/WDR)
- 2010: Tim Staffel: Der Jäger ist die Beute – Regie: Tim Staffel (Hörspiel – WDR)[5]
- 2013: Tom Noga: L.A. Blues – Regie: Gerrit Booms (Hörspiel – WDR)[6]
- 2013: E. M. Cioran: Vom Nachteil, geboren zu sein – Regie: Kai Grehn (Hörspiel – SWR)
- 2014: Christian Wittmann/Georg Zeitblom: Die Existenz der Haut – Regie: Christian Wittmann/Georg Zeitblom (Hörspiel – DKultur)
- 2015: Bonn Park: Traurigkeit und Melancholie – Regie: Christian Wittmann/Georg Zeitblom (Hörspiel – DKultur)